# Tripteroides marksae
Tripteroides marksae är en tvåvingeart som beskrevs av Nikolas Vladimir Dobrotworsky 1965. Tripteroides marksae ingår i släktet Tripteroides och familjen stickmyggor. Inga underarter finns listade i Catalogue of Life.